# Leichtathletik-Europameisterschaften 1986/200 m der Frauen

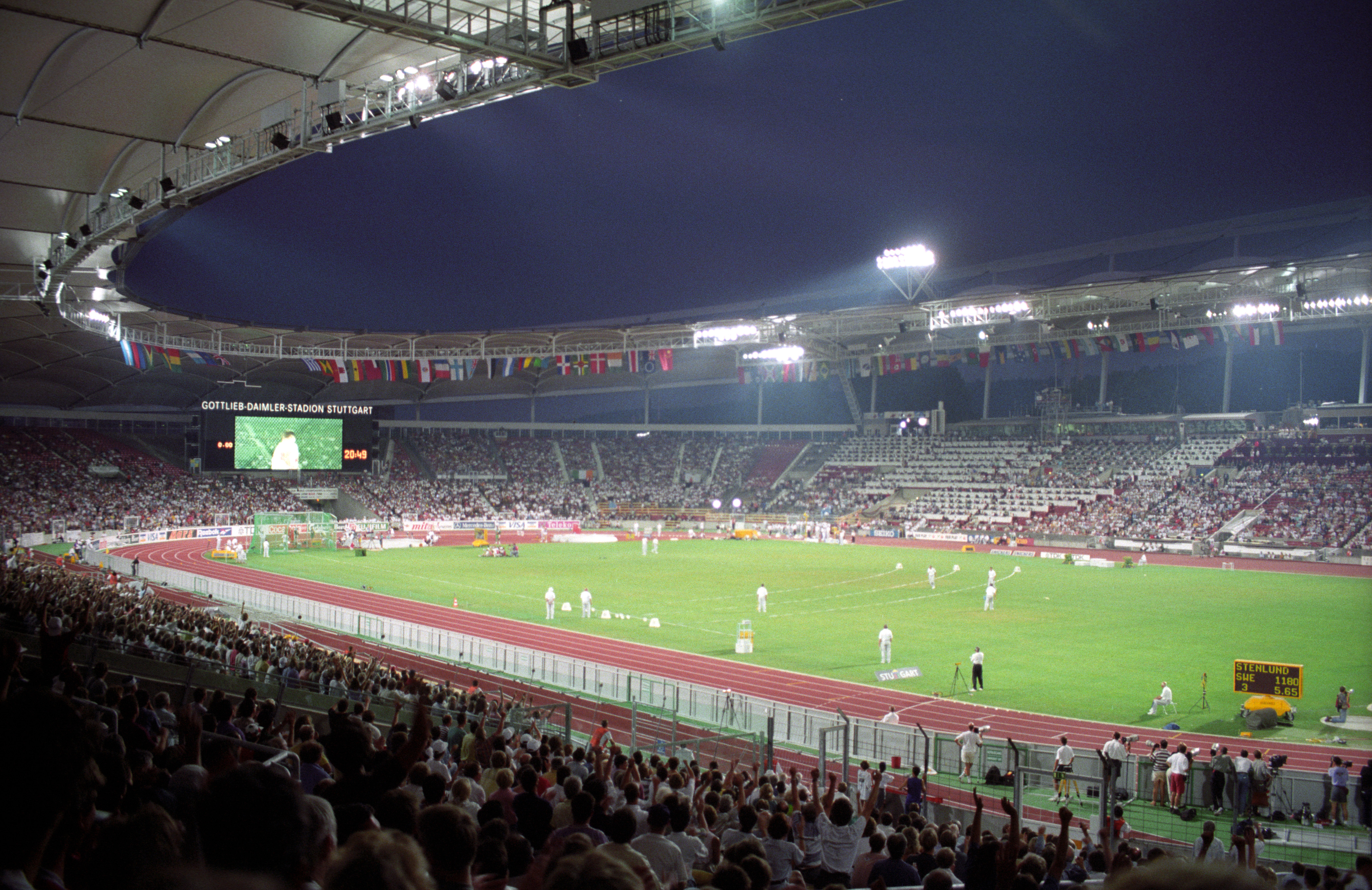
Das Stuttgarter Neckarstadion (heute MHPArena) bei den Leichtathletik-Weltmeisterschaften 1993

Der 200-Meter-Lauf der Frauen bei den Leichtathletik-Europameisterschaften 1986 wurde am 28. und 29. August 1986 im Stuttgarter Neckarstadion ausgetragen.
Mit Gold und Bronze gab es in diesem Wettbewerb zwei Medaillen für die Sprinterinnen der DDR. Europameisterin wurde die vor allem im Weitsprung hochdekorierte Heike Drechsler, frühere Heike Daute, die im Finale den bestehenden Weltrekord egalisierte. Sie gewann vor der Französin Marie-Christine Cazier. Platz drei ging an Silke Gladisch.

## Rekorde

### Bestehende Rekorde
| Weltrekord           | 21,71 s | Marita Koch     | Karl-Marx-Stadt (heute Chemnitz), DDR (heute Deutschland) | 10. Juni 1979     |
| Weltrekord           | 21,71 s | Marita Koch     | Potsdam, DDR (heute Deutschland)                          | 21. Juli 1984     |
| Weltrekord           | 21,71 s | Heike Drechsler | Jena, DDR (heute Deutschland)                             | 29. Juni 1986     |
| Europarekord         | 21,71 s | Marita Koch     | Karl-Marx-Stadt (heute Chemnitz), DDR (heute Deutschland) | 10. Juni 1979     |
| Europarekord         | 21,71 s | Marita Koch     | Potsdam, DDR (heute Deutschland)                          | 21. Juli 1984     |
| Europarekord         | 21,71 s | Heike Drechsler | Jena, DDR (heute Deutschland)                             | 29. Juni 1986     |
| Meisterschaftsrekord | 22,04 s | Bärbel Wöckel   | EM Athen, Griechenland                                    | 9. September 1982 |

### Rekordverbesserungen
Im Finale am 9. August gab es bei einem Gegenwind von 0,8 m/s mehrere Rekorde.
- Meisterschaftsrekord (Verbesserung): 21,71 s – Heike Drechsler, DDR
- Weltrekord (Egalisierung): 21,71 s – Heike Drechsler, DDR
- Landesrekord (Verbesserung): 22,32 s – Marie-Christine Cazier, Frankreich

Europameisterin Heike Drechsler war die erste Sprinterin, die bei Europameisterschaften über 200 Meter schneller als 22 Sekunden lief.

## Legende
Kurze Übersicht zur Bedeutung der Symbolik – so üblicherweise auch in sonstigen Veröffentlichungen verwendet:
| WR  | Weltrekord                     |
| CR  | Championshiprekord             |
| NR  | Nationaler Rekord              |
| DNS | nicht am Start (did not start) |

## Vorrunde
28. August 1986, 10:50 Uhr
Die Vorrunde wurde in drei Läufen durchgeführt. Die ersten vier Athletinnen pro Lauf – hellblau unterlegt – sowie die darüber hinaus vier zeitschnellsten Läuferinnen – hellgrün unterlegt – qualifizierten sich für das Halbfinale.
Diese Regelung hatte zur Folge, dass nur eine einzige Läuferin ausschied. Auf den neun Laufbahnen des damaligen Stuttgarter Neckarstadions wäre es durchaus möglich gewesen, die siebzehn Läuferinnen in zwei Halbfinals unterzubringen und die Vorrunde damit entfallen zu lassen.

### Vorlauf 1
Wind: −2,0 m/s
| Platz | Name              | Nation         | Zeit (s) |
| ----- | ----------------- | -------------- | -------- |
| 1     | Heather Oakes     | Großbritannien | 23,01    |
| 2     | Silke Gladisch    | DDR            | 23,01    |
| 3     | Natalja Botschina | Sowjetunion    | 23,21    |
| 4     | Claudia Lepping   | BR Deutschland | 23,44    |
| 5     | Sølvi Meinseth    | Norwegen       | 24,46    |

### Vorlauf 2
Wind: −1,7 m/s
| Platz | Name                 | Nation         | Zeit (s) |
| ----- | -------------------- | -------------- | -------- |
| 1     | Ewa Kasprzyk         | Polen          | 22,11    |
| 2     | Marina Molokowa      | Sowjetunion    | 23,17    |
| 3     | Sabine Günther       | DDR            | 23,24    |
| 4     | Sandra Whittaker     | Großbritannien | 23,39    |
| 5     | Martha Grossenbacher | Niederlande    | 23,67    |

### Vorlauf 3
Wind: −1,1 m/s
| Platz | Name                   | Nation         | Zeit (s) |
| ----- | ---------------------- | -------------- | -------- |
| 1     | Heike Drechsler        | DDR            | 22,52    |
| 2     | Marie-Christine Cazier | Frankreich     | 22,62    |
| 3     | Kathy Cook             | Großbritannien | 23,11    |
| 4     | Marina Schirowa        | Sowjetunion    | 23,11    |
| 5     | Jolanta Janota         | Polen          | 23,32    |
| 6     | Anke Köninger          | BR Deutschland | 23,70    |
| 7     | Virginia Gomes         | Portugal       | 24,38    |

## Halbfinale
28. August 1986, 20:05 Uhr
In den beiden Halbfinalläufen qualifizierten sich die jeweils ersten vier Athletinnen – hellblau unterlegt – für das Finale.

### Lauf 1
Wind: +0,5 m/s
| Platz | Name                   | Nation         | Zeit (s) |
| ----- | ---------------------- | -------------- | -------- |
| 1     | Silke Gladisch         | DDR            | 22,29    |
| 2     | Marie-Christine Cazier | Frankreich     | 22,45    |
| 3     | Marina Schirowa        | Sowjetunion    | 22,93    |
| 4     | Sabine Günther         | DDR            | 22,93    |
| 5     | Kathy Cook             | Großbritannien | 23,20    |
| 6     | Anke Köninger          | BR Deutschland | 23,38    |
| 7     | Jolanta Janota         | Polen          | 23,59    |
| 8     | Martha Grossenbacher   | Niederlande    | 23,81    |

### Lauf 2
Wind: +0,3 m/s
| Platz | Name              | Nation         | Zeit (s) |
| ----- | ----------------- | -------------- | -------- |
| 1     | Heike Drechsler   | DDR            | 22,33    |
| 2     | Ewa Kasprzyk      | Polen          | 22,60    |
| 3     | Marina Molokowa   | Sowjetunion    | 22,61    |
| 4     | Natalja Botschina | Sowjetunion    | 22,61    |
| 5     | Heather Oakes     | Großbritannien | 22,92    |
| 6     | Claudia Lepping   | BR Deutschland | 23,39    |
| 7     | Virginia Gomes    | Portugal       | 23,44    |
| DNS   | Sandra Whittaker  | Großbritannien |          |

## Finale

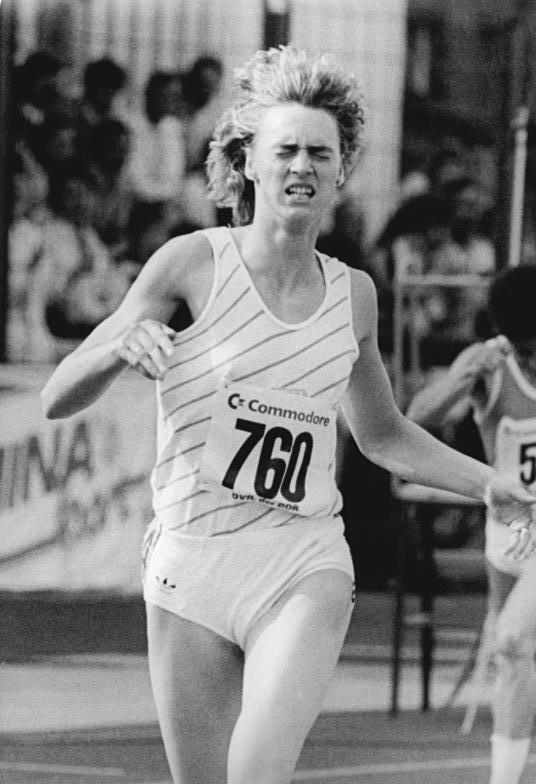
Die amtierende Weitsprung-Weltmeisterin Heike Drechsler wurde Europameisterin über 200 Meter und im Weitsprung – später gab es für sie vor allem im Weitsprung noch zahlreiche Siege und Medaillen bei den großen internationalen Meisterschaften

29. August 1986, 19:45 Uhr
Wind: −0,8 m/s
| Platz | Name                   | Nation      | Zeit (s)     |
| ----- | ---------------------- | ----------- | ------------ |
| 1     | Heike Drechsler        | DDR         | 21,71 WRe/CR |
| 2     | Marie-Christine Cazier | Frankreich  | 22,32 NR     |
| 3     | Silke Gladisch         | DDR         | 22,49        |
| 4     | Marina Molokowa        | Sowjetunion | 22,71        |
| 5     | Ewa Kasprzyk           | Polen       | 22,73        |
| 6     | Natalja Botschina      | Sowjetunion | 22,87        |
| 7     | Sabine Günther         | DDR         | 22,98        |
| 8     | Marina Schirowa        | Sowjetunion | 23,18        |

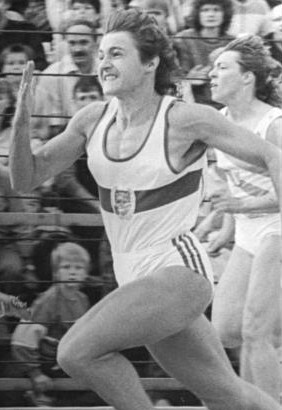
Silke Gladisch, spätere Silke Möller, gewann zwei Tage nach ihrem vierten Rang über 100 Meter nun Bronze und wurde im Jahr darauf Doppelweltmeisterin über 100 und 200 Meter
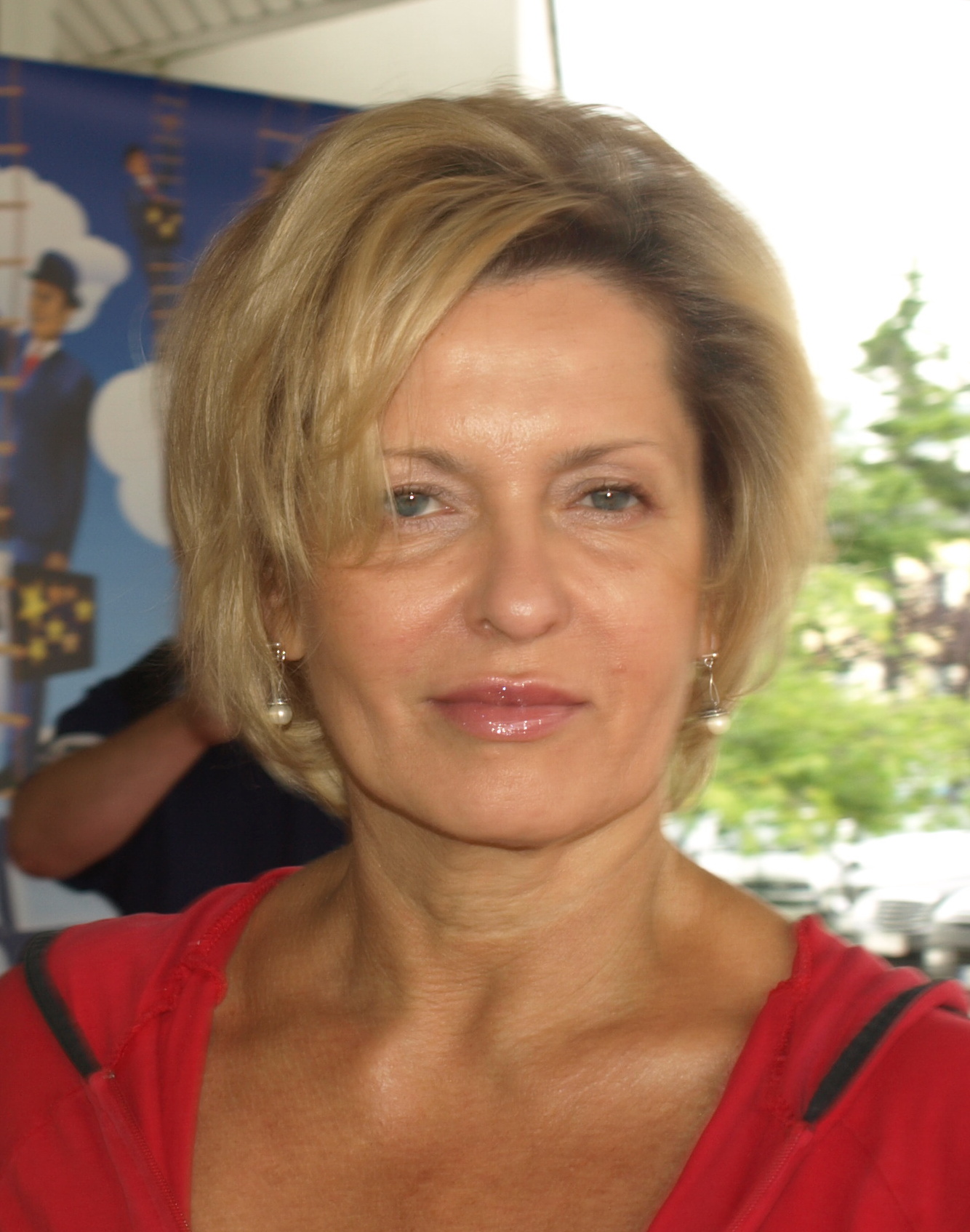
Ewa Kasprzyk (hier im Jahr 2011) kam auf den fünften Platz
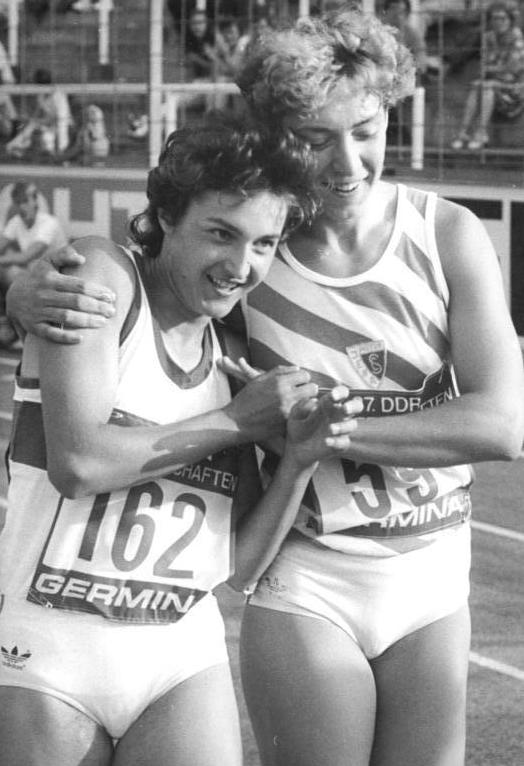
Sabine Günther (rechts) belegte Rang sieben, als Sabine Rieger hatte sie vor vier Jahren EM-Bronze gewonnen

## Videolink
- 402 European Track and Field 1986 200m Women, www.youtube.com, abgerufen am 16. Dezember 2022